# Leon Meredith
Leonard Lewis (Leo) Meredith-Payne (St Pancras, 2 februari 1882 - Davos, 27 januari 1930) was een Brits wielrenner.
Payne werd in 1908 olympisch kampioen op de ploegenachtervolging. Payne werd in totaal zeven maal wereldkampioen stayeren. In 1912 won Payne de olympische zilveren medaille in de wegwedstrijd voor teams.
Payne overleed tijdens een wintersportvakantie.

## Resultaten
| Jaar | WK       | Olympische Zomerspelen                |
| ---- | -------- | ------------------------------------- |
| 1904 | stayeren |                                       |
| 1905 | stayeren |                                       |
| 1907 | stayeren |                                       |
| 1908 | stayeren | ploegenachtervolging                  |
| 1909 | stayeren |                                       |
| 1911 | stayeren |                                       |
| 1912 |          | landenwedstrijd weg · 4e wegwedstrijd |
| 1913 | stayeren |                                       |
| 1920 |          | 18e wegwedstrijd                      |

1908: Jones, Kingsbury, Meredith, Payne ·
1920: Magnani, Carli, Ferrario, Giorgetti ·
1924: De Martini, Dinale, Menegazzi, Zucchetti ·
1928: Facciani, Gaioni, Lusiani, Tasselli ·
1932: Pedretti, Borsari, Cimatti, Ghilardi ·
1936: Nizerhy, Charpentier, Goujon, Lapébie ·
1948: Decanali, Adam, Blusson, Coste ·
1952: Morettini, Campana, de Rossi, Messina ·
1956: Gasparella, Domenicali, Faggin, Gandini ·
1960: Vigna, Arienti, Testa, Vallotto ·
1964: Streng, Claesges, Henrichs, Link ·
1968: Lyngemark, Olsen, Asmussen, Jensen ·
1972: Schumacher, Colombo, Haritz, Hempel ·
1976: Vonhof, Braun, Lutz, Schumacher ·
1980: Manakov, Movtsjan, Ossokin, Petrakov ·
1984: Grenda, Turtur, Nichols, Woods ·
1988: Jekimov, Kasputis, Neljoebin, Oemaras ·
1992: Fulst, Glöckner, Lehmann, Steinweg ·
1996: Capelle, Ermenault, Monin, Moreau ·
2000: Fulst, Bartko, Becke, Lehmann ·
2004: Brown, McGee, Lancaster, Roberts ·
2008: Clancy, Manning, Thomas, Wiggins · 
2012: Burke, Clancy, Kennaugh, Thomas · 
2016: Burke, Clancy, Doull, Wiggins · 
2020: Consonni, Ganna, Lamon, Milan · 
2024:  Bleddyn, Welsford, Leahy, O'Brien